# 平塚競技場
平塚競技場是一座綜合體育場，位於日本神奈川縣平塚市，為平塚市所有。它主要進行足球賽，亦可進行田徑賽。是J聯賽湘南比馬的主場，可容納18,500人。 

## 外部連結
- 競技場 - 湘南比馬 （页面存档备份，存于） （日語）
- 総合公園 湘南BMW Stadium平塚 - 平塚市 （日語）